# Triumfetta calycina
Triumfetta calycina là một loài thực vật có hoa trong họ Cẩm quỳ. Loài này được Turcz. miêu tả khoa học đầu tiên năm 1863.